# In the Days of Famine
In the Days of Famine è un cortometraggio muto del 1915 diretto da Theodore Marston.

## Produzione
Il film fu prodotto dalla Vitagraph Company of America (come Broadway Star Features).

## Distribuzione
Distribuito dalla General Film Company, il film - un cortometraggio in tre bobine - uscì nelle sale cinematografiche statunitensi il 22 maggio 1915.